# Chrestiwka
Chrestiwka (ukr. Хрестівка) – miasto na Ukrainie, w obwodzie donieckim, rejonie gorłowskim. Od 2014 znajduje się pod kontrolą Donieckiej Republiki Ludowej.

## Nazwa
Do 12 maja 2016 miasto nazywało się Kirowśke (ukr. Кіровське).

## Demografia
- 2006 – 32 000
- 2011 – 28 477
- 2014 – 28 155[1]